# Ареильса, Хосе Мария де
Хосе́ Мари́я де Ареи́льса и Марти́нес де Ро́дас, граф де Мотрико (исп. José María de Areilza y Martínez de Rodas, Conde de Motrico; 3 августа 1909, Португалете, Бискайя — 22 февраля 1998, Мадрид) — испанский политик и дипломат.

## Семья и образование
Сын известного хирурга, доктора Энрике де Ареильса и графини Родас. Жена — Мерседес Чуррука, графиня де Мотрико, в связи с чем он получил право именоваться графом де Мотрико.
Окончил юридический факультет университета Саламанки и инженерный факультет университета Бильбао.

## Сторонник Франко
С молодых лет был членом Монархического союза Бискайи. Во время гражданской войны 1936—1939 воевал на стороне националистов, участвовал в создании Испанской фаланги традиционалистов и комитетов национал-синдикалистского наступления — единственной легальной партии во франкистской Испании, в 1939—1946 годах был членом её национального совета. В 1937—1938 годах — алькальд (мэр) Бильбао, возглавил город после его занятия войсками националистов. В 1938—1940 годах — генеральный директор министерства промышленности в правительстве Франсиско Франко. В 1940—1946 — член Государственного совета и прокурадор кортесов (депутат парламента), был членом совета национальной экономики.
В 1947—1950 годах — посол Испании в Аргентине. В 1950—1954 годах занимался промышленной и банковской деятельностью. В 1954—1960 годах — посол Испании в США, в 1960—1964 годах — во Франции. Рассматривался в качестве возможного кандидата на пост министра иностранных дел.

## Оппозиционер
Постепенно начал критично относиться к франкистскому режиму, в 1963 году энергично, но безуспешно настаивал на отказе от приведения в исполнение смертного приговора в отношении коммуниста Хулиана Гримау, о помиловании которого ходатайствовали многие политические и религиозные лидеры из разных стран. Был сторонником установления дипломатических отношений с СССР. Предложил Франко провести политические реформы, но встретил холодный отказ.
В 1964 Ареильса подал в отставку и перешёл в открытую оппозицию к режиму Франко. В 1966—1969 годах являлся главой политического секретариата дона Хуана, графа Барселонского — отца будущего короля Хуана Карлоса I. В 1966 году был избран членом Королевской академии моральных и политических наук.

## Участник демократического процесса
После кончины Франко в 1975 году по желанию вступившего на престол короля Хуана Карлоса I Ареильса был назначен министром иностранных дел в первом постфранкистском правительстве Испании (декабрь 1975 — июль 1976), разработал проект демократических изменений во внешней политике страны, настаивал на скорейшем проведении политических реформ. Считался одним из ведущих членов кабинета, наряду с министром внутренних дел Мануэлем Фрагой Ирибарне, вместе с которым рассматривался в качестве возможного кандидата на пост главы следующего правительства. Однако король в июле 1976 года предпочёл назначить премьер-министром молодого политика Адольфо Суареса, в правительство которого Ареильса не вошёл. Впрочем, он остался активным сторонником курса на становление конституционной монархии и демократизацию политического режима, приверженцем европейской интеграции страны. Считается одним из основных участников процесса демонтажа франкистского режима.
В 1976 году Ареильса вместе с испанским политиком Пио Кабанильясом основал правоцентристскую Народную партию (одну из предшественниц будущей одноимённой крупнейшей консервативной партии страны). Вскоре Народная партия Ареильсы и Кабанильяса вошла в состав Союза демократического центра (СДЦ) — партии премьера Суареса. Однако затем Ареильса вышел из состава СДЦ из-за разногласий с Суаресом. В 1979 году он был избран депутатом кортесов от правоцентристской Демократической коалиции, созданной за год до этого Мануэлем Фрагой Ирибарне. В 1981—1982 председатель Парламентской ассамблеи Совета Европы. Участвовал в выборах в кортесы 1982 в составе СДЦ (после отставки Суареса).
В 1987 году вошёл в состав Королевской академии испанского языка. Автор многочисленных книг, в том числе «Дневник министра монархии» (Diario de un ministro de la monarquía; 1977) и «Европа, которую мы хотим» (La Europa que queremos; 1986. Посвящена вступлению Испании в Европейский союз, удостоена премии Espasa de Ensayo). Также написал большое количество статей в периодической печати.
В 1991 году основал Институт международных проблем и внешней политики.